# Лунин, Борис Сергеевич
Борис Сергеевич Лунин (8 апреля 1944 — 2016) — советский и российский теннисист, тренер по теннису. Мастер спорта СССР, заслуженный тренер РСФСР.

## Биография
Родился в 1944 году. В детстве увлёкся теннисом. Выступал за московские ДСО «Спартак» в 1955—1972 годах и за «Динамо» с 1972 года. Абсолютный чемпион ДСО «Спартак» (1968, 1971). Чемпион ЦС ДСО «Динамо» (1974—75) в парном разряде. Чемпион Москвы (1971) в миксте. Победитель Спартакиады Москвы (1974) в составе «Динамо».
В 1964 году выполнил норматив на звание мастера спорта СССР.
Окончил ГЦОЛИФК. В течение многих лет работал в качестве тренера. Тренер ДСО «Динамо» (Москва) (1972—1989), юношеской сборной Алжира (1989—1990), Российской академии тенниса (1991—1993), тренер и старший тренер теннисного клуба «БАФФ» (1993—1996). Также работал во Франции и в США.
В 1983 году за свои успехи на тренерском поприще был удостоен почётного звания «Заслуженный тренер РСФСР». Среди подопечных Бориса Сергеевича — А. Богомолов, сёстры Алла и Юлия Сальниковы, М. Чувырина, Е. Кафельников, Е. Бовина.
Умер в ноябре 2016 года.